# トート・ゾルターン
トート・ゾルターン（ハンガリー語: Tóth Zoltán, 1979年8月24日 - ）は、ハンガリー・デブレツェン出身の男性フィギュアスケート選手(男子シングル)。
2002年ソルトレイクシティオリンピック、2006年トリノオリンピックハンガリー代表。

## 経歴
ハンガリーのデブレツェンに生まれ、9歳のころにスケートを始めた。1997-1998年シーズンに創設されたISUジュニアグランプリ（当時の名称はISUジュニアシリーズ）に参戦。地元ハンガリーで行われたJGPハンガリーで11位となる。1998年世界ジュニア選手権にも初出場を果たすが、ショートプログラムを終え27位となりフリースケーティングに進むことができなかった。翌1998-1999年シーズンの世界ジュニア選手権にも出場したが、ショートプログラムで30位となりフリースケーティングに進めず終わる。
1999-2000年シーズンよりシニアクラスに完全転向し、2000-2001年シーズンにはハンガリー選手権で優勝を飾るまでになったが、国際大会で表彰台に上ることはなかった。2002年ソルトレイクシティオリンピックではショートプログラムで25位となりフリースケーティングに進めず総合25位に終わった。2003-2004年シーズンのゴールデンスピンで2位となったものの、地元ハンガリーで開催された2004年欧州選手権では25位に終わる。
2006年、2度目のオリンピックとなったトリノオリンピックでは、ショートプログラム24位、フリースケーティング24位、総合でも24位となりこの大会をもって競技引退、フィギュアスケートコーチに転進した。

## 主な戦績
| 大会/年            | 1997-98 | 1998-99 | 1999-00 | 2000-01 | 2001-02 | 2002-03 | 2003-04 | 2004-05 | 2005-06 |
| ------------------ | ------- | ------- | ------- | ------- | ------- | ------- | ------- | ------- | ------- |
| オリンピック       |         |         |         |         | 25      |         |         |         | 24      |
| 世界選手権         |         |         |         | 35      | 31      | 27      | 25      | 27      |         |
| 欧州選手権         |         |         |         | 25      |         | 17      | 25      | 30      | 26      |
| ハンガリー選手権   |         | 3       | 3       | 1       | 2       | 1       | 1       | 1       | 1       |
| クリスタルスケート |         |         |         |         |         | 2       | 2       |         |         |
| シェーファー記念   |         |         |         |         | 棄権    |         |         |         | 7       |
| ネペラ記念         |         |         |         | 20      | 10      |         | 6       |         | 6       |
| ゴールデンスピン   |         |         |         | 12      | 18      |         | 2       | 11      |         |
| 世界Jr.選手権      | 27      | 30      |         |         |         |         |         |         |         |
| JGPSNPバンスカー   |         | 13      |         |         |         |         |         |         |         |
| JGPハンガリー      | 11      | 10      |         |         |         |         |         |         |         |